# Milijan Brkić
Milijan Brkić (Ljubuški, 25. listopada 1970.), hrvatski političar i diplomirani kriminalist. Nekadašnji je zapovjednik specijalne jedinice policije Alfi. Bivši je potpredsjednik Hrvatskog sabora i HDZ-a.

## Osobni život
Milijan Brkić rođen je u Ljubuškom u Bosni i Hercegovini, a s 8 godina seli u Zagreb.
Bio je u braku s Karmen Brkić od 1995. do 2017.

## Policijska karijera
Brkić se 1991. uključuje u jedinicu specijalne policije Alfi. 
Počeo je kao običan policajac, da bi na kraju postao zapovjednik te legendarne policijske postrojbe koja je dala veliki obol na svim najtežim ratištima tijekom oslobađanja Hrvatske. Godine 2005. prelazi u Sigurnosno obavještajnu agenciju, a kasnije se opet vraća u policiju.

## Politička aktivnost
Nakon policijske karijere, Brkić postaje aktivam u politici, i 2012. postaje glavni tajnik hrvatske stranke HDZ, a zatim i potpredsjednik HDZ-a. Od 2016. do 2020. obnašao je dužnost Potpredsjednika Hrvatskog Sabora u njegovom 9. sazivu.

## Akademsko obrazovanje
Milijan Brkić je diplomirao je na temu “Organizacijske razine MUP-a RH” 2011. godine. Portal Index 22.11.2012. prvi je objavio da je njegov rad plagijat. Index je doznao da su na Policijskoj akademiji - Visokoj policijskoj školi suspendirana dva viša predavača, Mate Pušeljić i Franjo Magušić, zbog sumnje da su omogućili plagijate više diplomskih radova među kojima je i Milijan Brkić koji je u vrijeme ministra Tomislava Karamarka obnašao dužnost zamjenik ravnatelja policije zadužen za krim-policiju, specijalnu policiju i Centar za forenzička pitanja. Ukupno je sporno 26 diplomskih radova policajaca u razdoblju od 01. siječnja 2008. godine do 16. listopada 2012. godine.
Odlukom dekana Visoke policijske škole diplomski rad je poništen u ožujku 2014. godine. Odluka kojom se Brkiću ukida stručno zvanje donesena je 18. ožujka 2014. godine, da bi 27. ožujka bila objavljena u Narodnim novinama.
Visoki upravni sud je 14. siječnja 2016. godine pravomoćno presudio da se odluka Visoke policijske škole u Zagrebu o poništenju diplome Milijanu Brkiću, glavnom tajniku HDZ-a, ukida zbog proceduralnih razloga. Naime, Brkiću diplomu nije svojom odlukom mogao ukinuti Dekan visoke policijske škole, već je takvu odluku moglo donijeti samo Stručno vijeće. Takvo je mišljenje Upravnog suda u Zagrebu 14. siječnja 2016. pravomoćnom potvrdio i Visoki upravni sud.
Visoka policija škola je 8. srpnja 2016. donijela odluku o diplomi zamjenika predsjednika HDZ-a Milijana Brkića koja je identična već ranije donesenoj, a koju je zbog proceduralne pogreške ukinuo Upravni sud. Prema ranijem nalazu revizije veći dio Brkićeva diplomskog rada pod naslovom "Organizacijske razine MUP-a RH" iz 2011. prepisan je iz rada policijskog načelnika Stanka Tomića iz 2009.
Premda je utvrđeno da je 79% prvog diplomskog rada (1285 od 1630 redaka) Milijana Brkića plagiran, zamjenik predsjednika HDZ-a nije odmah pristao napisati popravni rad. Štoviše, podnio je žalbu na odluku Visoke policijske škole kojom se od njega tražilo da u roku od godinu dana napiše novi diplomski rad, ukoliko želi zadržati zvanje diplomiranog kriminalista.
Milijan Brkić je ponovo diplomirao 24. listopada 2017. i dobio titulu "stručni specijalist kriminalistike” (struč. spec. crim.). Za medije je izjavio da je tema novog rada bila "Strategijski menadžment u državnoj upravi RH".

## Vanjske poveznice
- Tomislav Kukec: EKSKLUZIVNO: NIKAD VIĐENE FOTOGRAFIJE Ratni put Milijana Brkića uz svjedočanstva suboraca: ‘Pet sati je po ledenom Velebitu nosio našeg teško ranjenog vojnika’, jutarnji.hr, 06.03.2016
- Karamarkova desna ruka: Od MUP-a, preko SOA-e do HDZ-a, dnevnik.hr, 22. veljače. 2016.
- Zastupnici 9. saziva Hrvatskoga sabora  Arhivirana inačica izvorne stranice od 17. studenoga 2017. (Wayback Machine), sabor.hr